# Skoky na lyžích na Zimních olympijských hrách 1998
Skoky na lyžích na Zimních olympijských hrách 1998 v Naganu zahrnovaly tři soutěže ve skocích na lyžích. Místem konání byl skokanský stadion v Hakubě.
Vynikli Japonec Kazujoši Funaki a Fin Jani Soininen, kteří získali v individuálních soutěžích po zlaté a stříbrné medaili. Funaki také vyhrál ještě jednou s japonským týmem.

## Přehled medailí
| Pořadí | Země           | Zlato | Stříbro | Bronz | Celkově |
| ------ | -------------- | ----- | ------- | ----- | ------- |
| 1.     | Japonsko (JPN) | 2     | 1       | 1     | 4       |
| 2.     | Finsko (FIN)   | 1     | 1       | 0     | 2       |
| 3.     | Německo (GER)  | 0     | 1       | 0     | 1       |
| 4.     | Rakousko (AUT) | 0     | 0       | 2     | 2       |
| Celkem | Celkem         | 3     | 3       | 3     | 9       |

## Medailisté

### Muži
| Disciplína            | Zlato                                                                        | Výkon | Stříbro                                                                   | Výkon | Bronz                                                                                         | Výkon |
| --------------------- | ---------------------------------------------------------------------------- | ----- | ------------------------------------------------------------------------- | ----- | --------------------------------------------------------------------------------------------- | ----- |
| střední můstek        | Jani Soininen · Finsko (FIN)                                                 | 234.5 | Kazujoši Funaki · Japonsko (JPN)                                          | 233,5 | Andreas Widhölzl · Rakousko (AUT)                                                             | 232,5 |
| velký můstek          | Kazujoši Funaki · Japonsko (JPN)                                             | 272,3 | Jani Soininen · Finsko (FIN)                                              | 260,8 | Masahiko Harada · Japonsko (JPN)                                                              | 258,3 |
| velký můstek družstva | Japonsko · Takanobu Okabe · Hiroya Saito · Masahiko Harada · Kazujoši Funaki | 933,0 | Německo · Sven Hannawald · Martin Schmitt · Hansjörg Jakle · Dieter Thoma | 897,4 | Rakousko · Reinhard Schwarzenberger · Martin Höllwarth · Stefan Horngacher · Andreas Widhölzl | 881,5 |